# Голышева (Туринский муниципальный округ)
Голышева — деревня в Туринском городском округе Свердловской области, России.

## Географическое положение
Деревня Голышева муниципального образования «Туринского городского округа» расположена в 12 километрах к востоку от города Туринска (по автотрассе — 19 километров), на правом берегу реки Шайтанка (левого притока реки Тура).

## Население
| 2002 | 2010 |
| ---- | ---- |
| 7    | ↘1   |